# Docosane
Le docosane est l'alcane linéaire de formule brute C22H46. C'est aussi le nom générique des isomères de formule C22H46.